# Edelstein Bertalan
Edelstein Bertalan (Budapest, 1876. június 26. – Budapest, 1934. június 3.) magyar–zsidó hittudós, budai főrabbi, az Országos Rabbiképző Intézet tanára.

## Élete
Edelstein Miksa mészáros és Weiss Emma fiaként született. 1891–1902 között a budapesti Országos Rabbiképző Intézet növendéke volt. A bölcsészdoktori oklevelet 1900-ban szerezte a Budapesti Tudományegyetemen, rabbivá 1902. október 26-án avatták. 1902-ben a budai hitközség rabbijává választotta. 1905-1934között haláláig az izraelita hittant tanította a III. kerületi magyar királyi állami Árpád főgimnáziumban.  1924-től budai főrabbi volt. Az Országos Rabbiképző Intézet alsó tanfolyamán óraadó teológiai tanár, ahol Bibliát, Talmudot és rendszeresen vallástant adott elő. Szerkesztette a Budai Izraelita Hitközség Értesítőjét és rendszeresen feldolgozta a folyóesztendők történetét. Az Eszter Midrások (Budapest, 1900) című munkájával kivívta a tudományos körök elismerését. A tudomány széles területét átfogó cikkei a Magyar-Zsidó Szemlében, a Magyar Izraelben, az Egyenlőségben, az Országos Egyetértésben, a Múlt és Jövőben, a Budai Izraelita Hitközség Értesítőjében, a Blau Emlékkönyvben, az Imit évkönyveiben, a Zsidó évkönyvben, az Izraelita Családi Naptárban, az Irodalomtörténetben, a Frenkel-féle családi Bibliában, a Bloch Emlékkönyvben jelentek meg.
Felesége Porges Gizella (1884–1956) volt, akivel 1903-ban Lipcsében kötött házasságot. Gyermekük Edelstein Lili (1905–1996), Edelstein Miksa (1912-1999).[forrás?]

## Művei
- Az Eszther-Midrások. (8-r. 74 l.) Budapest, 1900
- A vallásbölcselet hatása a liturgiában. A Talmud kora. (8-r. 19 l.) Budapest, 1905
- Zsinagógai beszédek. (8-r. 4, 99 l.) Budapest, 1906
- Kaufmann Dávid In: Zsidó Plutarchos II. kötet (Népszerű Zsidó Könyvtár 19.)